# Franz Xaver von Baader
Pour les articles homonymes, voir Baader.
Franz Xaver von Baader (François-Xavier von Baader) est un philosophe et théologien mystique bavarois né à Munich le 27 mars 1765, mort à Munich le 23 mai 1841. On le classe aussi parmi les théosophes.

## Biographie
Il étudie de 1781 à 1784 la médecine et les sciences naturelles à Ingolstadt puis à Vienne. Il reprend d'abord le cabinet de médecine de son père en 1785, mais abandonne la profession l'année suivante car il ne peut supporter le spectacle des souffrances d'autrui ; il se consacre donc à la minéralogie et à la chimie. Sa thèse de doctorat est consacrée au calorique (Vom Wärmstoff, 1786). En 1788, il s'inscrit à l'École des mines de Freiberg, et devient ingénieur des mines.
Il est professeur de philosophie à Munich et conseiller supérieur des mines. Il se livre ensuite tout entier à la philosophie et cherche à la concilier avec les dogmes du catholicisme, au moyen de doctrines mystiques analogues à celles de Jakob Böhme, de Swedenborg et Saint-Martin.
Pendant un séjour en Angleterre (1792-1796), il devient l'adversaire du déisme de Rousseau et du subjectivisme kantien. Il s'adonne alors à l'étude de Jakob Böhme et de Louis-Claude de Saint-Martin, à laquelle il ajoute bientôt celle de Thomas d'Aquin et les docteurs du Moyen Âge. De retour à Munich, en 1797, il devient conseiller des mines, puis président de cette administration. En 1826, il est nommé, à l'université de Munich, professeur de philosophie et de théologie spéculative. Il professe l'accord de la foi et de la raison. Mais il refuse la suprématie du pape, et il réclame une Église catholique démocratiquement constituée et régies par des conciles. En 1815, il conseille à la Sainte-Alliance de légitimer sa cause par un grand acte de justice : la restauration de la nationalité polonaise. À la même époque, il signale la mission assignée à la politique par les besoins des temps nouveaux, de réaliser socialement les principes évangéliques de justice et de charité. En 1831, il dédie ses Quarante phrases d'un religieux érotique à Emilie Linder, une peintre suisse qu'il courtise.
Il meurt en 1841 et est enterré à l'ancien cimetière du Sud (Munich).

## Pensée
Un trait caractéristique de la philosophie de Baader, c'est la grande place qu'elle accorde à l'ésotérisme. À cet égard, il est un successeur de Paracelse, Van Helmont, Jakob Böhme, Swedenborg, Saint-Martin, Madame Guyon, Pasqually.
La théosophie de von Baader est pour l'essentiel celle de Jakob Böhme, toutefois, il met davantage l'accent sur des problèmes tels que l'androgynéité, la Sophia, les chutes successives, le sacrifice, le magnétisme, l'amour.
Ses disciples Franz Hoffmann, J. Hamberger, Lutterbech, d'Osten, Sacken, de Schaden et Schlüter, ont publié ses œuvres complètes avec introductions et commentaires. (entre 1850 et 1861 à Munich).
Il est difficile de résumer la philosophie de Baader, car il a exprimé ses pensées les plus profondes dans d'obscures aphorismes, des symboles mystiques et des analogies (voir Eduard Zeller 'sGes. d. Deut. Phil.732, 736).
Ses doctrines sont surtout développées dans de courts essais détachés, dans ses commentaires sur les écrits de Jacob Boehme et Saint Martin ou dans son abondante correspondance et ses journaux.
Cependant, quelques points saillants marquent les grandes lignes de sa pensée.
Baader commence à partir de la position que la raison humaine par elle-même ne peut jamais atteindre sa fin. Il vise et soutient que nous ne pouvons pas mettre de côté les présupposés de la foi, l'Église et la tradition.
Son point de vue peut être décrit comme scolastique, car, comme eux, il estime que la théologie et la philosophie des sciences ne sont pas opposés, mais que la raison doit tirer des vérités claires  à partir des données de l'autorité et de la révélation. Cependant, dans sa tentative de lier au plus près les domaines de la foi et de la connaissance ainsi que par son expression et sa thématique, il se rapproche davantage de la mystique spéculative d'Eckhart, Paracelse et de la gnose de Boehme.

## Œuvres
Parmi ses ouvrages, qui ne forment pas moins de 15 volumes (Leipzig, 1851-1858) :
- un Traité de l'extase (1817) ;
- ses Leçons sur la philosophie religieuse (1827) ;
- sa Dogmatique spéculative ;
- l'Idée chrétienne de l'immortalité (1836).
- Le Traité de la réintégration des êtres (1899)
- Les enseignements secrets de Martinès de Pasqually (réed. française : Paris, ed. Télètes)
- Texte zur Naturphilosophie (1792–1808). Historisch-kritische kommentierte Ausgabe. Herausgegeben von Alberto Bonchino. Leiden/Paderborn 2021 (= Franz von Baader: Ausgewählte Werke, Bd. 1),  (ISBN 978-3-506-77937-3), E-Book  (ISBN 978-3-657-77937-6)
- Texte zur Mystik und Theosophie (1808–1818). Historisch-kritische kommentierte Ausgabe. Herausgegeben von Alberto Bonchino. Leiden/Paderborn 2021 (= Franz von Baader: Ausgewählte Werke, Bd. 2),  (ISBN 978-3-506-78075-1), E-Book  (ISBN 978-3-657-78075-4)
- Fermenta Cognitionis (1822–1825). Historisch-kritische kommentierte Ausgabe. Herausgegeben von Alberto Bonchino. Leiden/Paderborn 2024 (= Franz von Baader: Ausgewählte Werke, Bd. 3),  (ISBN 978-3-506-79027-9), E-Book  (ISBN 978-3-657-79027-2)
- Vorlesungen über speculative Dogmatik (1828–1838). Historisch-kritische kommentierte Ausgabe. Herausgegeben von Alberto Bonchino. Leiden/Paderborn 2024 (= Franz von Baader: Ausgewählte Werke, Bd. 4),  (ISBN 978-3-506-79028-6), E-Book  (ISBN 978-3-657-79028-9)